# 예미랩
예미랩(禮美 Lab, 영어: Yemi Laboratory)은 기초과학연구원(IBS) 지하실험연구단에 속한 대한민국 강원특별자치도 정선군 신동읍 함백로 211 예미리의 지하실험실이다. 예미산 지하 1,000m 깊이에 있으며, 2022년 10월 5일 준공식을 거쳤다.

## 역사
예미랩이 위치한 공간은 본래 SM그룹의 계열사인 한덕철광산업의 신예미광업소였으며, 지상연구실은 옛 함백중고등학교 부지였다. 기초과학연구원(IBS) 지하실험연구단은 6년이 걸려 이곳 지하에 실험실을 마련할 수 있었다. 2016년 6월 예미랩 구축 승인을 시작으로 2016년 2월 한덕철광산업과 기초과학연구원이 부지 사용 협약을 맺었고, 2017년 8월 기초과학연구원·정선군·한덕철광산업이 3자간 업무 협약을 맺었다.
2017년 1월부터는 약 308억 원이 투입되어 구축 사업이 시작되었다. 예미랩은 2020년 8월 지하터널 1단계 완공에서부터 시작해서, 2022년 9월 대용량 검출기 구축 공사와 지상 연구실 리모델링을 완료했다. 2022년 10월 5일에는 준공식을 개최하여, 이로써 면적으로 따지면 3000m2 세계 6위급 지하실험시설이 되었다. 2023년에는 양양실험실(Y2L)의 실험 기구를 이전해서 본격적으로 실험이 시작될 계획이다.

## 시설

### 진입로
예미랩에는 한덕철광의 광산 갱도가 뚫려 있으며, 초속 4m의 엘리베이터로도 지하 600m 지점에 도달할 수 있다. 전용 차량으로 682m의 진입 터널을 통과하면 지하 1,000m 지점에 갈 수 있다.

### 실험구역

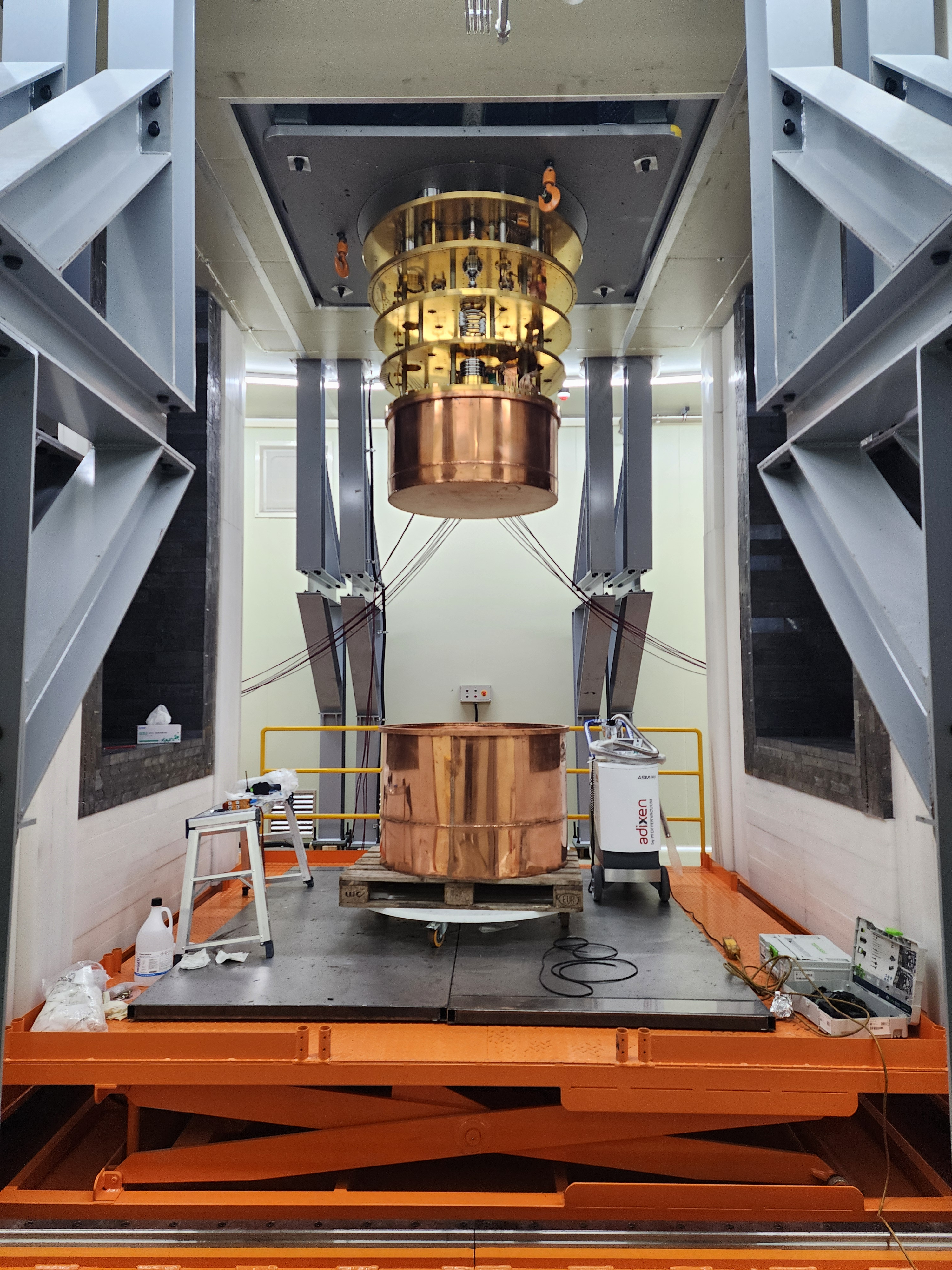
AMORE-II

예미랩에는 총 13개의 실험실이 가로와 세로 각각 15m와 높이 20m의 개미굴 형태로 만들어져 있는데, 기초과학연구원 지하실험연구단의 연구가 이루어지는 주요 실험구역은 네 곳이다. COSINE(코사인)-200 실험이 두 구역, AMORE(아모레)-II와 LSC(대형 액체섬광물질 검출기)가 각각 한 구역을 차지한다.
- COSINE-200: 아이오딘화 나트륨(NaI) 섬광단결정체의 결정 100kg 속 원자핵에 암흑물질 중 하나인 윔프(WIMP)가 충돌하는 것을 감지한다. 충돌할 때에 에너지를 얻어 원자핵이 빛과 열을 방출하면, 전기 신호로 바꾸어 감지할 수 있다.
- AMORE-II: 몰리브데넘(Mo)-100 결정 22kg에서 이중 베타 붕괴를 관측해 중성미자의 특성을 밝힌다. 중성자 2개가 양성자 2개로 변하면서 전자 2개만 방출되는 '중성미자 없는 이중 베타 붕괴'가 관측된다면, 중성미자가 반중성미자로써 서로 쌍소멸했으므로 중성미자가 마요라나 페르미온임을 입증할 수 있다.
- LSC: 중성미자나 암흑광자를 입자 가속기에서 직접 생성하여 관찰한다.[4][6]

나머지 터널은 기상청, 한국항공우주연구원, 한국지질자원연구원, 국가수리과학연구소, 경북대학교, 한국원자력연구원 등 국내외 연구기관이 사용한다. 미국 매사추세츠 공과대학교를 포함한 국제연구 기관 아이소다르(IsoDAR)도 관심을 두고 있다.

### 기타
예미랩은 40명이 72시간 동안 생존할 수 있는 대피소가 설치되어 있다. 벽에는 특수 페인트가 발라져 있어서 땅에서 차단하지 못한 입자를 차폐할 수 있다.

## 같이 보기
- 한국 암흑물질 탐색실험(KIMS)
- 김영덕 (물리학자)
- 슈퍼 가미오칸데